# 南平市第八中学
福建省南平第八中学（英文，Nanping No. 8 Middle School），简称南平八中或八中，位于福建省南平市延平区，是一所归属于南平市教育局管辖的私立全日制完全中学。受達隆投資（集團）有限公司投資。學校前身是南平四賢高級中學。